# جدل الحفر في محمية القطب الشمالي

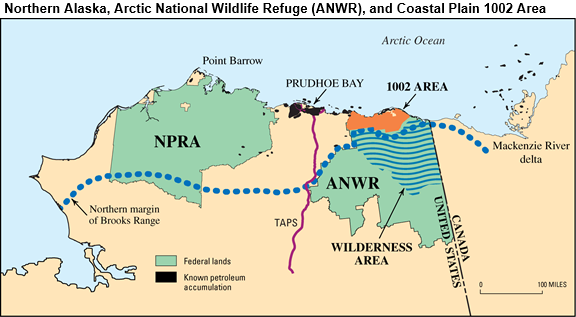
محمية القطب الشمالي والودائع النفطية المعروفة في شمال ألاسكا

مسألة جدل الحفر في محمية القطب الشمالي كانت موضوع جدل سياسي مستمر في الولايات المتحدة منذ عام 1977. اعتبارًا من عام 2017، حاول الجمهوريون السماح بالحفر في محمية القطب الشمالي ما يقرب من خمسين مرة، ونجحوا أخيرًا بتمرير قانون التخفيضات الضريبية والوظائف لعام 2017.
تضم محمية القطب الشمالي مساحة 19 مليون أكر (7.7 مليون ها) من ساحل شمال ألاسكا. تقع الأرض بين بحر بيوفورت إلى الشمال، سلسلة جبال بروكس إلى الجنوب، وخليج برودهو إلى الغرب. وهي أكبر منطقة محمية برية في الولايات المتحدة وتم إنشاؤها بواسطة الكونغرس بموجب قانون حماية أراضي ألاسكا ذات المصلحة الوطنية لعام 1980. نصت المادة 1002 من هذا القانون على تأجيل قرار بشأن إدارة استكشاف وتطوير النفط والغاز في مساحة 1.5 مليون أكر (610,000 ها) في السهل الساحلي، المعروفة باسم "منطقة 1002". يدور الجدل حول حفر النفط في هذا الجزء من محمية القطب الشمالي.
يعتمد جزء كبير من النقاش حول ما إذا كان يجب الحفر في منطقة 1002 من محمية القطب الشمالي على كمية النفط القابلة للاسترداد اقتصاديًا، وكيفية ارتباطها بأسواق النفط العالمية، مقابل الأضرار المحتملة التي قد يسببها استكشاف النفط على الحياة البرية الطبيعية، وخاصة أرض ولادة حيوان الرنة القنفذي. في وثائقي كونك كاريبو، تم تتبع قطيع حيوان الرنة القنفذي في هجرته السنوية من قبل المؤلف وعالم الأحياء البرية كارستن هوير وصانعة الأفلام لين أليسون لتقديم فهم أوسع لما هو على المحك إذا حدث الحفر النفطي وتثقيف الجمهور. كانت هناك جدل حول منهجية التقارير العلمية وشفافية المعلومات خلال إدارة ترامب. على الرغم من وجود شكاوى من موظفين داخل وزارة الداخلية،[بحاجة لمصدر] تظل التقارير الدليل الرئيسي لأولئك الذين يجادلون بأن عملية الحفر لن يكون لها تأثير ضار على الحياة البرية المحلية.
في 3 ديسمبر 2020، أصدر مكتب إدارة الأراضي (BLM) إشعار بيع لبرنامج تأجير النفط والغاز في السهل الساحلي في محمية القطب الشمالي مع بث مباشر لبيع حقوق الحفر المقرر في 6 يناير 2021. أصدرت إدارة ترامب أول عقود التأجير في 19 يناير 2021. في اليوم الأول لرئاسة جو بايدن، أصدر أمرًا تنفيذيًا بوقف مؤقت لأنشطة الحفر في محمية القطب الشمالي الوطنية للحياة البرية. في 1 يونيو 2021، علقت وزيرة الداخلية ديب هالاند جميع عقود تأجير النفط والغاز في عهد ترامب في محمية القطب الشمالي الوطنية للحياة البرية. في 6 سبتمبر 2023، ألغت إدارة بايدن العقود.

## التاريخ

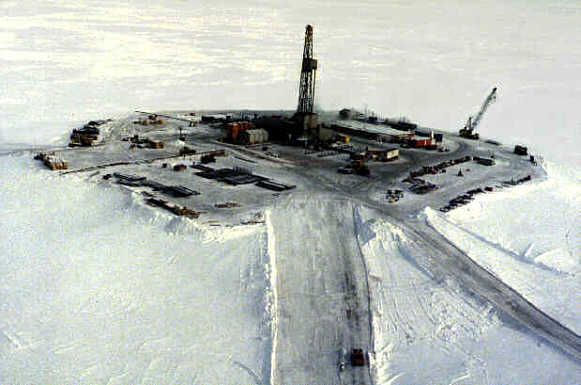
جزيرة مارس الجليدية، بئر استكشافي بحري لمدة 60 يومًا قبالة كيب هالكيت، على بعد أكثر من من نويكوسوت، ألاسكا

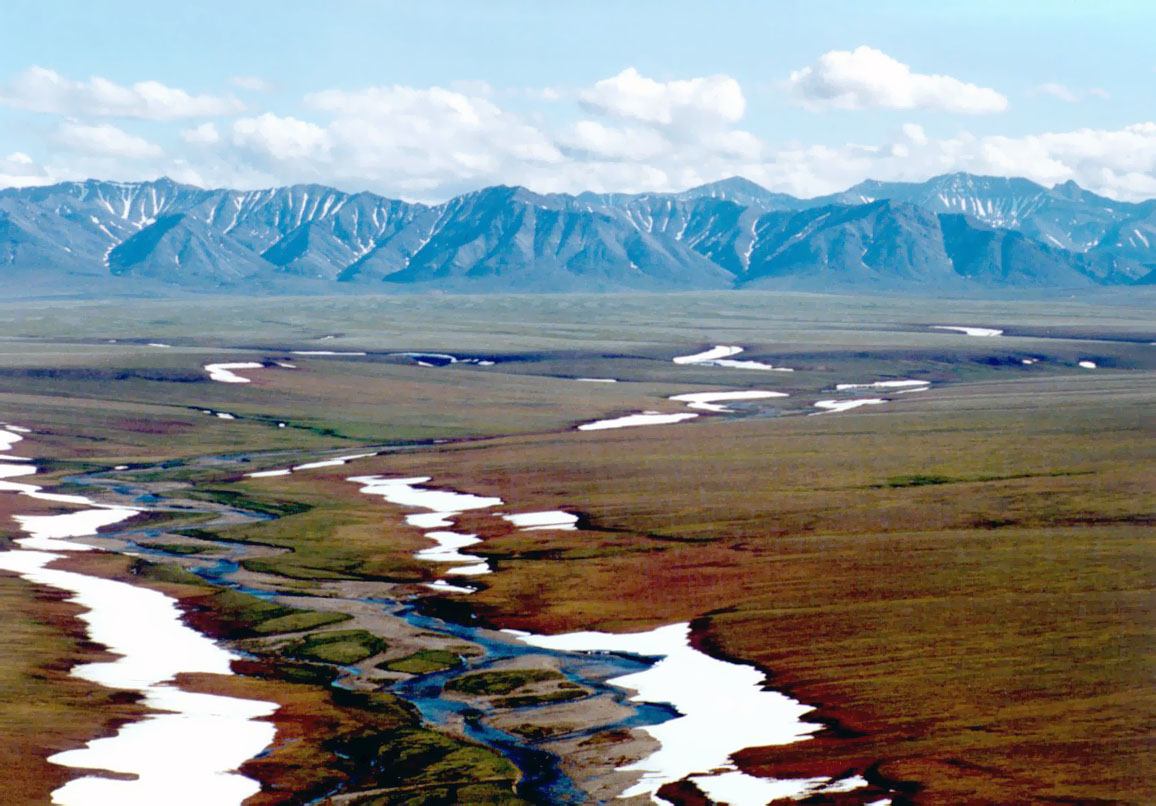
منطقة 1002 من محمية القطب الشمالي الوطنية للحياة البرية السهل الساحلي، باتجاه الجنوب نحو سلسلة جبال بروكس

قبل منح ألاسكا صفة الولاية في 3 يناير 1959، كانت جميع أراضي ألاسكا تقريبًا 375 مليون أكر (152 مليون ها) أرضًا فيدرالية وبرية. أعطى القانون الذي منح ألاسكا الحق في اختيار 103 مليون أكر (42 مليون ها) لاستخدامها كقاعدة اقتصادية وضريبية.
في عام 1966، احتج سكان ألاسكا الأصليون على بيع تأجير فيدرالي لأراضي النفط والغاز في المنحدر الشمالي التي طالب بها السكان الأصليون. في أواخر ذلك العام، أمر وزير الداخلية ستيوارت يودال بتعليق بيع التأجير. بعد ذلك بوقت قصير، أعلن "تجميد" التصرف في جميع الأراضي الفيدرالية في ألاسكا.
تم تسوية هذه المطالبات في عام 1971 بموجب قانون تسوية مطالبات سكان ألاسكا الأصليين، الذي منحهم 44 مليون أكر (18 مليون ها). كما جمد القانون التطوير على الأراضي الفيدرالية. كان القانون من المقرر أن ينتهي في عام 1978.
في نهاية عام 1976، مع اكتمال نظام خط أنابيب ألاسكا العابر تقريبًا، حولت مجموعات الحفظ الكبرى اهتمامها إلى أفضل طريقة لحماية مئات الملايين من الأفدنة من البرية في ألاسكا التي لم تتأثر بالخط الأنابيب. في 16 مايو 1979، وافق مجلس النواب الأمريكي على مشروع قانون مدعوم من الحفاظيين كان سيحمي أكثر من 125 مليون أكر (51 مليون ها) من الأراضي الفيدرالية في ألاسكا، بما في ذلك أرض ولادة أكبر قطيع كاريبو في البلاد. مدعومًا من الرئيس جيمي كارتر، وبرعاية موريس ك. أودال وجون ب. أندرسون، كان المشروع سيحظر جميع الأنشطة التجارية في 67 مليون أكر (270,000 كـم2) المعينة كمناطق برية. عارض مجلس الشيوخ تشريعات مماثلة في الماضي وهدد بالتعطيل.
في 2 ديسمبر 1980، وقع كارتر قانون حماية أراضي ألاسكا ذات المصلحة الوطنية، الذي أنشأ أكثر من 104 مليون أكر (42 مليون ها) من المتنزهات الوطنية ومحميات الحياة البرية والمناطق البرية من الممتلكات الفيدرالية في تلك الولاية. سمح القانون بالحفر في محمية القطب الشمالي، ولكن ليس بدون موافقة الكونغرس وإكمال دراسة الأثر البيئي (EIS). أعلن كلا طرفي الجدل أنهما سيحاولان تغييره في الدورة القادمة للكونغرس.
نصت المادة 1002 من القانون على إجراء جرد شامل لموارد الأسماك والحياة البرية في مساحة 1.5 مليون أكر (0.61 مليون ها) من السهل الساحلي لمحمية القطب الشمالي (منطقة 1002). كان من المقرر تقييم احتياطيات النفط المحتملة في منطقة 1002 من خلال دراسات جيولوجية سطحية ومسوحات استكشافية زلزالية. لم يُسمح بالحفر الاستكشافي. كان من المقرر إعداد هذه الدراسات والتوصيات للإدارة المستقبلية للساحل الساحلي لمحمية القطب الشمالي في تقرير إلى الكونغرس.
في عام 1985، قامت شركة شيفرون بحفر بئر اختباري بعمق 15,000 قدم (4,600 م)، يُعرف باسم KIC-1، على قطعة أرض خاصة داخل حدود محمية القطب الشمالي. تم إغلاق البئر، وتم تفكيك منصة الحفر. النتائج هي سر محفوظ عن كثب.

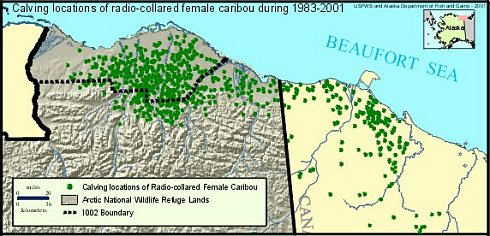
مناطق ولادة حيوان الرنة القنفذي، 1983–2001

في نوفمبر 1986، أوصى تقرير أولي من المؤسسة الأمريكية للأسماك والحياة البرية بفتح جميع السهل الساحلي داخل محمية القطب الشمالي الوطنية للحياة البرية لتطوير النفط والغاز. كما اقترح تبادل حقوق المعادن لـ 166,000 أكر (67,000 ها) في المحمية مع حقوق السطح لـ 896,000 أكر (363,000 ها) المملوكة من قبل شركات ست مجموعات من سكان ألاسكا الأصليين، بما في ذلك الأليوت، الإسكيمو، والتلينغيت. قال التقرير إن إمكانات النفط والغاز الطبيعي في السهل الساحلي كانت ضرورية لاقتصاد البلاد والأمن القومي.
قال علماء الحفظ إن تطوير النفط سيُهدد بشكل غير ضروري وجود حيوان الرنة القنفذي عن طريق قطع القطيع عن مناطق الولادة. كما أعربوا عن مخاوفهم من أن عمليات النفط ستؤدي إلى تآكل النظم البيئية الهشة التي تدعم الحياة البرية على التندرا في سهل القطب الشمالي. واجه الاقتراح معارضة شديدة في مجلس النواب. قال موريس أودال، رئيس لجنة الداخلية بمجلس النواب، إنه سيقدم مرة أخرى تشريعًا لتحويل السهل الساحلي بأكمله إلى منطقة برية، مما يوفر حماية دائمة للمحمية من التطوير.

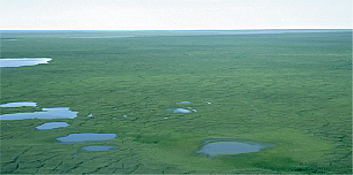
منطقة 1002 في محمية القطب الشمالي

في 17 يوليو 1987، وقعت الولايات المتحدة والحكومة الكندية "اتفاقية الحفاظ على قطيع حيوان الرنة القنفذي"، وهي معاهدة تهدف إلى حماية الأنواع من الأضرار التي تلحق بموائلها وطرق هجرتها. تتمتع كندا باهتمام خاص في المنطقة لأن منتزه إفيفك الوطني ومنتزه فنتوت الوطني تحد المحمية. تطلبت المعاهدة تقييمًا للأثر واشترطت أنه في حالة وجود نشاط في بلد واحد "من المحتمل أن يسبب تأثيرًا سلبيًا كبيرًا طويل الأمد على قطيع حيوان الرنة القنفذي أو موائله، سيتم إخطار الطرف الآخر وإعطاؤه فرصة للاستشارة قبل اتخاذ القرار النهائي". أدى هذا التركيز على حيوان الرنة القنفذي إلى أن يصبح الحيوان رمزًا مرئيًا أو رمزًا لقضية الحفر، تمامًا كما أصبح الدب القطبي صورة للاحتباس الحراري.
في مارس 1989، كان مشروع قانون يسمح بالحفر في المحمية "يمر بسلاسة عبر مجلس الشيوخ وكان من المتوقع أن يُطرح للتصويت" عندما أدى تسرب نفط إكسون فالديز إلى تأخير وإفشال العملية في النهاية.
في عام 1996، صوت مجلس النواب ومجلس الشيوخ ذو الأغلبية الجمهورية للسماح بالحفر في محمية القطب الشمالي، ولكن تم نقض هذا التشريع من قبل الرئيس بيل كلينتون. في نهاية فترة رئاسته، ضغط علماء البيئة على كلينتون لإعلان محمية القطب الشمالي نصبًا تذكاريًا وطنيًا. كان من شأن ذلك أن يغلق المنطقة بشكل دائم أمام استكشاف النفط. بينما أنشأ كلينتون عدة نصب تذكارية للمحميات، لم تكن محمية القطب الشمالي من بينها.

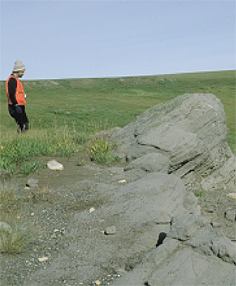
حجر رملي ملطخ بالنفط بالقرب من قمة مارش كريك، منطقة 1002

أشار تقرير عام 1998 من المسح الجيولوجي الأمريكي إلى أن هناك ما بين 5.7 بليون برميل (910,000,000 م3) و 16.0 بليون برميل (2.54×109 م3) من النفط القابل للاسترداد تقنيًا في منطقة 1002 المحددة، وأن معظم النفط سيوجد غرب مارش كريك. مصطلح النفط القابل للاسترداد تقنيًا يعتمد على سعر البرميل حيث يصبح النفط الأكثر تكلفة في الحفر مجديًا مع ارتفاع الأسعار. عند استبعاد المناطق غير الفيدرالية ومناطق السكان الأصليين، تنخفض الكميات المقدرة من النفط القابل للاسترداد تقنيًا إلى 4.3 بليون برميل (680,000,000 م3) و 11.8 بليون برميل (1.88×109 م3). اختلفت هذه الأرقام عن تقرير المسح الجيولوجي الأمريكي لعام 1987 الذي قدر كميات أقل من النفط وأنه سيوجد في الأجزاء الجنوبية والشرقية من منطقة 1002. ومع ذلك، حذر تقرير عام 1998 من أن "التقديرات لا يمكن مقارنتها مباشرة لأن طرقًا مختلفة تم استخدامها في إعداد تلك الأجزاء من تقرير 1987 إلى الكونغرس".
في العقد الأول من القرن الحادي والعشرين، صوت مجلس النواب ومجلس الشيوخ مرارًا وتكرارًا على وضع المحمية. ضغط الرئيس جورج دبليو بوش على إجراء حفر استكشافي للنفط الخام والغاز الطبيعي في المحمية وحولها. صوت مجلس النواب في أغسطس 2001 للسماح بالحفر. في أبريل 2002، رفضه مجلس الشيوخ. في عام 2001، قال دوغلاس س. والر إن قضية حفر محمية القطب الشمالي استخدمها كل من الديمقراطيون والجمهوريون كأداة سياسية، خاصة خلال دورات الانتخابات المتنازع عليها.
وافق مجلس النواب الذي يسيطر عليه الجمهوريون مرة أخرى على حفر محمية القطب الشمالي كجزء من قانون الطاقة لعام 2005 في 21 أبريل 2005، ولكن لجنة المؤتمر بين مجلس النواب ومجلس الشيوخ أزالت لاحقًا بند محمية القطب الشمالي. وافق مجلس الشيوخ الذي يسيطر عليه الجمهوريون على حفر محمية القطب الشمالي في 16 مارس 2005 كجزء من قرار الميزانية الفيدرالية للسنة المالية 2006. تمت إزالة بند محمية القطب الشمالي خلال عملية المصالحة بسبب ديمقراطيي مجلس النواب الذين وقعوا على خطاب يعلنون فيه أنهم سيعارضون أي نسخة من الميزانية تحتوي على حفر في محمية القطب الشمالي.
في 15 ديسمبر 2005، أرفق السناتور الجمهوري من ألاسكا تيد ستيفنز تعديلًا لحفر محمية القطب الشمالي بقانون الاعتمادات الدفاعية السنوي. قاد مجموعة من الديمقراطيين في مجلس الشيوخ تعطيل ناجح للقانون في 21 ديسمبر.
في 18 يونيو 2008، ضغط الرئيس جورج دبليو بوش على الكونغرس لإلغاء الحظر المفروض على الحفر البحري في محمية القطب الشمالي الوطنية للحياة البرية بالإضافة إلى الموافقة على استخراج النفط من الصخر الزيتي في الأراضي الفيدرالية. على الرغم من موقفه السابق بشأن هذه القضية، قال بوش إن أزمة الطاقة المتزايدة كانت عاملاً رئيسيًا لإلغاء الأمر التنفيذي الرئاسي الذي أصدره الرئيس جورج إتش دبليو بوش في عام 1990، والذي حظر استكشاف النفط الساحلي وتأجير النفط والغاز في معظم الجرف القاري الخارجي. بالتزامن مع الأمر الرئاسي، كان الكونغرس قد فرض وقفًا للحفر في عام 1982 وجدده سنويًا.
في عام 2014، اقترح الرئيس باراك أوباما إعلان 5 ملايين فدان إضافية من المحمية كمنطقة برية، مما سيضع إجمالي 12.8 مليون أكر (5.2 مليون ها) من المحمية بشكل دائم خارج نطاق الحفر أو أي تطوير آخر، بما في ذلك السهل الساحلي حيث تم السعي لاستكشاف النفط.
في عام 2017، أدرج مجلس النواب ومجلس الشيوخ الذي يسيطر عليه الجمهوريون في تشريع ضريبي بندًا يفتح منطقة 1002 من محمية القطب الشمالي لاستكشاف النفط والغاز. تم إقراره في كل من مجلس الشيوخ ومجلس النواب في 20 ديسمبر 2017. وقعه الرئيس ترامب ليصبح قانونًا في 22 ديسمبر 2017.
في سبتمبر 2019، قالت إدارة ترامب إنها ترغب في فتح السهل الساحلي بأكمله لاستكشاف الغاز والنفط، وهو الخيار الأكثر عدوانية من بين خيارات التطوير المقترحة. قدم مكتب إدارة الأراضي التابع لوزارة الداخلية BLM بيان الأثر البيئي النهائي وخطط لبدء منح العقود بحلول نهاية عام 2019. في مراجعة للبيان، قالت خدمة الأسماك والحياة البرية الأمريكية إن البيان النهائي لـ BLM قلل من تأثيرات عقود النفط على المناخ لأنهم نظروا إلى الاحتباس الحراري على أنه دوري وليس من صنع الإنسان. تدعو خطة الإدارة إلى "بناء ما يصل إلى أربعة مواقع للمدارج ومنصات الحفر، و175 ميلاً من الطرق، ودعامات رأسية للأنابيب، ومحطة لمعالجة مياه البحر، وموقع هبوط وتخزين للبارجات."
في 17 أغسطس 2020، أعلن وزير الداخلية ديفيد بيرنهاردت أن المراجعات المطلوبة قد اكتملت ويمكن الآن طرح عقود تأجير استكشاف النفط والغاز في السهل الساحلي لـ محمية القطب الشمالي للمزاد. وافق كل من الحاكم الجمهوري مايك دانليفي والسيناتوران الجمهوريان ليزا موركوفسكي ودان سوليفان على بيع العقود. لم تجرَ أي دراسات زلزالية حديثة لتحديد كمية النفط في المنطقة. الدراسات السابقة التي أجريت في الثمانينيات استخدمت تقنيات قديمة كانت "بدائية نسبيًا"، وفقًا لصحيفة نيويورك تايمز. كما أنه من غير المعروف عدد شركات النفط والغاز التي ستقدم عطاءات على العقود، والتي ستتضمن سنوات من التقاضي. أعلنت جولدمان ساكس، جي بي مورغان تشيس، وبنوك أخرى أنها لن تمول عمليات الحفر في محمية القطب الشمالي، بعد احتجاج عام لدعم شعب غويتشين الأصلي وضد التأثير المحتمل على تغير المناخ. في سبتمبر 2020، رفع مدعون عامون من 15 ولاية، بقيادة بوب فيرغسون، دعوى قضائية اتحادية لوقف أي عمليات حفر، مدعين أن قانون الإجراءات الإدارية وقانون السياسة البيئية الوطنية قد تم انتهاكهما.
في 3 ديسمبر 2020، أصدر مكتب إدارة الأراضي إشعار بيع لبرنامج تأجير النفط والغاز في السهل الساحلي لـ محمية القطب الشمالي، مع نشر إشعار السجل الفيدرالي في 7 ديسمبر. كان من المقرر بث مزاد تأجير حقوق الحفر مباشرة في 6 يناير 2021. من بين 22 قطعة أرض معروضة للمزاد، تم تقديم عطاءات كاملة لـ 11 قطعة فقط. فازت هيئة تنمية وتصدير الصناعة في ألاسكا، وهي كيان حكومي في ألاسكا، بعطاءات لتسع قطع أرض. فازت شركتان صغيرتان مستقلتان، Knik Arm Services LLC وRegenerate Alaska Inc، بقطعة أرض واحدة لكل منهما. حقق المزاد 14.4 مليون دولار، وهو أقل من تقدير مكتب الميزانية في الكونغرس البالغ 1.8 مليار دولار في عام 2019، ولم يتلق المزاد أي عطاءات من شركات النفط والغاز.

## توقعات وتقديرات وزارة الطاقة

### تقديرات احتياطيات النفط

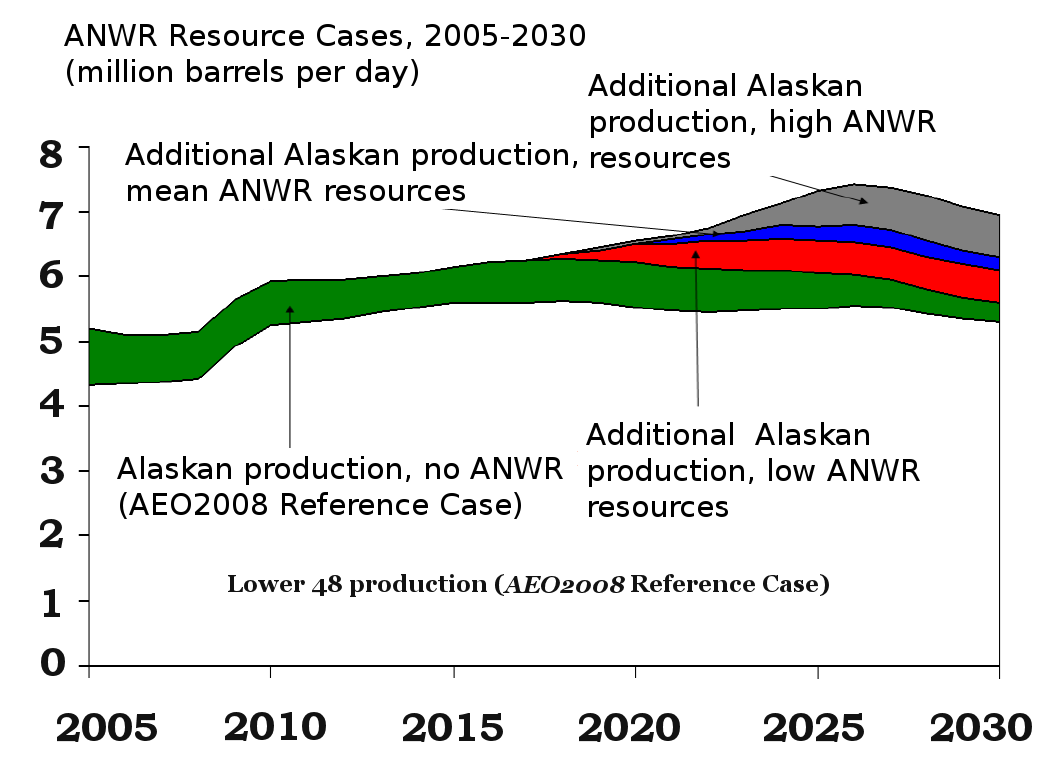
مستويات زيادة إنتاج النفط المتوقعة من محمية القطب الشمالي إلى متوسط أحجام الإنتاج في ألاسكا

في عام 1998، قدر المسح الجيولوجي الأمريكي (USGS) أن هناك ما بين 5.7 و 16.0 بليون برميل (2.54×109 م3) من النفط الخام والسوائل الغازية الطبيعية القابلة للاسترداد تقنيًا في منطقة السهل الساحلي لـ محمية القطب الشمالي، مع تقدير متوسط يبلغ 10.4 بليون برميل (1.65×109 م3)، منها 7.7 بليون برميل (1.22×109 م3) تقع ضمن الجزء الفيدرالي من منطقة 1002 في محمية القطب الشمالي. بالمقارنة، يقدر حجم النفط غير المكتشف والقابل للاسترداد تقنيًا في بقية الولايات المتحدة بحوالي 120 بليون برميل (1.9×1010 م3).
تُصنف تقديرات محمية القطب الشمالي والاحتياطيات غير المكتشفة كموارد محتملة وبالتالي، فهي ليست احتياطيات نفطية مؤكدة. تُفيد وزارة الطاقة الأمريكية (DOE) بأن الاحتياطيات المؤكدة في الولايات المتحدة تبلغ حوالي 29 بليون برميل (4.6×109 م3) من النفط الخام والسوائل الغازية الطبيعية، منها 21 بليون برميل (3.3×109 م3) نفط خام. تشير مصادر متنوعة جمعتها وزارة الطاقة إلى أن الاحتياطيات المؤكدة من النفط ومكثفات الغاز في العالم تتراوح بين 1.1 إلى 1.3 تريليون برميل (170×109 إلى 210×109 م3).
أفادت وزارة الطاقة بأن هناك عدم يقين بشأن قاعدة الموارد الأساسية في محمية القطب الشمالي. "تستند تقديرات موارد النفط من قبل المسح الجيولوجي الأمريكي (USGS) إلى حد كبير على إنتاجية النفط للتكوينات الجيولوجية الموجودة في الأراضي المجاورة للولاية والتي تمتد إلى محمية القطب الشمالي. وبالتالي، هناك قدر كبير من عدم اليقين بشأن حجم ونوعية موارد النفط الموجودة في محمية القطب الشمالي. وبالتالي، فإن الاسترداد النهائي المحتمل للنفط والإنتاج السنوي المحتمل غير مؤكدين للغاية."
في عام 2010، قام المسح الجيولوجي الأمريكي (USGS) بمراجعة تقدير النفط في محمية النفط الوطنية في ألاسكا (NPRA)، وخلص إلى أنها تحتوي على حوالي "896 مليون برميل من النفط التقليدي غير المكتشف". تقع NPRA غرب محمية القطب الشمالي. سبب الانخفاض هو عمليات الحفر الاستكشافية الجديدة، التي أظهرت أن العديد من المناطق التي كان يُعتقد أنها تحتوي على النفط تحتوي في الواقع على الغاز الطبيعي.
من المتوقع أن يؤدي فتح منطقة 1002 في محمية القطب الشمالي لتطوير النفط والغاز الطبيعي إلى زيادة إنتاج النفط الخام في الولايات المتحدة بدءًا من عام 2018. في حالة موارد النفط المتوسطة في محمية القطب الشمالي، يصل الإنتاج الإضافي الناتج عن فتح محمية القطب الشمالي إلى 780,000 برميل لكل يوم (124,000 م3/ي) في عام 2027 ثم ينخفض إلى 710,000 برميل لكل يوم (113,000 م3/ي) في عام 2030. في حالتي موارد النفط المنخفضة والمرتفعة في محمية القطب الشمالي، يصل الإنتاج الإضافي الناتج عن فتح محمية القطب الشمالي إلى ذروته في عام 2028 عند 510,000 و 1.45 مليون برميل لكل يوم (231,000 م3/ي) على التوالي.
بين عامي 2018 و2030، من المتوقع أن يبلغ الإنتاج النفطي الإضافي التراكمي 2.6 بليون برميل (410,000,000 م3) في حالة موارد النفط المتوسطة، بينما توقع حالتي الموارد المنخفضة والمرتفعة إنتاجًا نفطيًا إضافيًا تراكميًا يبلغ 1.9 و 4.3 بليون برميل (680,000,000 م3) على التوالي. في عام 2017، استهلكت الولايات المتحدة 19.877 مليون برميل لكل يوم (3,160,200 م3/ي) من منتجات النفط. أنتجت حوالي 9.355 مليون برميل لكل يوم (1,487,300 م3/ي) من النفط الخام، واستوردت 7.912 مليون برميل لكل يوم (1,257,900 م3/ي) من النفط الخام و 2.163 مليون برميل لكل يوم (343,900 م3/ي) من منتجات النفط.

### التأثير المتوقع على سعر النفط العالمي
سيتراوح إجمالي الإنتاج من محمية القطب الشمالي بين 0.4 و1.2 في المئة من إجمالي استهلاك النفط العالمي في عام 2030. وبالتالي، لا يُتوقع أن يكون لإنتاج النفط من محمية القطب الشمالي أي تأثير كبير على أسعار النفط العالمية. علاوة على ذلك، لا تعتقد إدارة معلومات الطاقة أن محمية القطب الشمالي سيؤثر على السعر العالمي للنفط عند النظر في سلوكيات سوق النفط السابقة. "من المتوقع أن يكون لفتح محمية القطب الشمالي أكبر تأثير في خفض أسعار النفط على النحو التالي: انخفاض في أسعار النفط الخام منخفض الكبريت الخفيف بمقدار $0.41 لكل برميل (دولارات 2006) في عام 2026 لحالة موارد النفط المنخفضة، $0.75 لكل برميل في عام 2025 لحالة موارد النفط المتوسطة، و$1.44 لكل برميل في عام 2027 لحالة موارد النفط المرتفعة، مقارنة بالحالة المرجعية." "بافتراض أن أسواق النفط العالمية ستستمر في العمل كما هي اليوم، يمكن لمنظمة الدول المصدرة للنفط (أوبك) تحييد أي تأثير محتمل لأسعار إنتاج النفط من محمية القطب الشمالي عن طريق تقليل صادراتها النفطية بنفس المقدار."

## دعم الحفر
قال الرئيس دونالد ترامب إنه لم يكن مهتمًا بالحفر في محمية القطب الشمالي حتى اتصل به صديق "يعمل في هذا المجال وهذا العمل" وأخبره أن الجمهوريين كانوا يحاولون القيام بذلك لعقود — لذا أدرجه في قانون التخفيضات الضريبية والوظائف لعام 2017. "بعد ذلك قلت، 'تأكد من أن ذلك موجود في [الفاتورة الضريبية]'،" قال في خطاب في اجتماع الكونغرس الجمهوري.
دعمت إدارة الرئيس جورج دبليو بوش الحفر في محمية القطب الشمالي، قائلة إنه يمكن أن "يحافظ على نمو [الاقتصاد الأمريكي] من خلال خلق الوظائف وضمان توسع الأعمال [و] سيجعل أمريكا أقل اعتمادًا على مصادر الطاقة الأجنبية"، وأن "العلماء طوروا تقنيات مبتكرة للوصول إلى نفط محمية القطب الشمالي مع تأثير ضئيل أو معدوم على الأرض أو الحياة البرية المحلية."
أعرب كل من عضوي مجلس الشيوخ الأمريكي عن ألاسكا، الجمهوريان ليزا موركوفسكي ودان سوليفان، عن دعمهما لحفر محمية القطب الشمالي.
تدعم صوت الأنوبياك في القطب الشمالي، وهي منظمة غير ربحية تدافع عن ثقافة وشعب الأنوبياك، تطوير محمية القطب الشمالي.
أظهر استطلاع أجراه مركز بيو للأبحاث في 29 يونيو 2008 أن 50% من الأمريكيين يؤيدون حفر النفط والغاز في محمية القطب الشمالي بينما يعارضه 43% (مقارنة بـ 42% مؤيد و50% معارض في فبراير من نفس العام). أظهر استطلاع للرأي أجرته CNN في 31 أغسطس 2008 أن 59% يؤيدون حفر النفط في محمية القطب الشمالي، بينما يعارضه 39%. في ولاية ألاسكا، يتلقى السكان أرباحًا سنوية من صندوق دائم يتم تمويله جزئيًا من عائدات تأجير النفط. في عام 2013، بلغت الأرباح $900 لكل مقيم.
تقدّر وزارة الطاقة الأمريكية أن إنتاج النفط من محمية القطب الشمالي بين عامي 2018 و2030 سيقلل من النفقات الصافية التراكمية على استيراد النفط الخام والوقود السائل بما يقدر بـ 135 إلى 327 مليار دولار (دولارات 2006)، مما يقلل من العجز التجاري الخارجي.[بحاجة لمصدر]
تشير منظمة "Arctic Power" إلى تقرير صادر عن خدمة الأسماك والحياة البرية الأمريكية يفيد بأن 77 من أصل 567 محمية للحياة البرية في 22 ولاية شهدت أنشطة نفط وغاز. كانت لويزيانا الأكثر نشاطًا بـ 19 وحدة، تليها تكساس بـ 11 وحدة. علاوة على ذلك، تم إنتاج النفط أو الغاز في 45 من أصل 567 وحدة تقع في 15 ولاية. تراوح عدد الآبار المنتجة في كل وحدة من بئر واحد إلى أكثر من 300 بئر في محمية "أبر أواتشيتا الوطنية للحياة البرية" في لويزيانا.

## معارضة الحفر

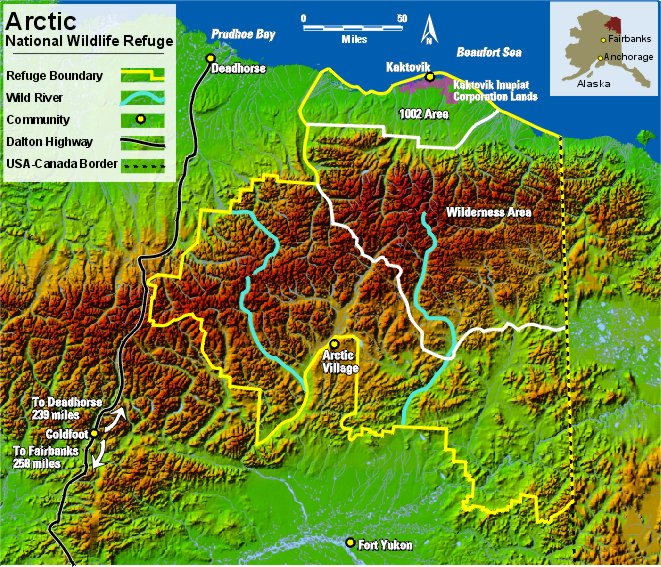
حدود محمية القطب الشمالي الوطنية للحياة البرية باللون الأصفر

وقع الرئيس جو بايدن أمرًا تنفيذيًا لوقف الحفر الجديد في القطب الشمالي في يومه الأول في المنصب. وفي يونيو 2021، علق بايدن عقود تأجير الحفر في محمية القطب الشمالي الوطنية للحياة البرية. وقالت مستشارة البيت الأبيض لشؤون المناخ جينا مكارثي في بيان: "يعتقد الرئيس بايدن أن الكنوز الوطنية الأمريكية هي أركان ثقافية واقتصادية لبلدنا." وفي 6 سبتمبر 2023، ألغت إدارة بايدن العقود.
عارض الرئيس السابق باراك أوباما أيضًا الحفر في محمية القطب الشمالي. وفي استبيان لرابطة الناخبين المحافظين، قال أوباما: "أعارض بشدة الحفر في محمية القطب الشمالي الوطنية للحياة البرية لأنه سيسبب أضرارًا لا رجعة فيها لمحمية وطنية محمية للحياة البرية دون توفير إمدادات نفط كافية للتأثير بشكل معنوي على سعر السوق العالمي أو إحداث تأثير ملحوظ على أمن الطاقة الأمريكي." وقال السناتور جون ماكين، أثناء ترشحه: "بالنسبة لمحمية القطب الشمالي، لا أريد الحفر في غراند كانيون، ولا أريد الحفر في إيفرجليدز. هذه واحدة من أكثر الأجزاء نقاءً وجمالًا في العالم."
في عام 2008، أبلغت وزارة الطاقة الأمريكية عن عدم اليقين بشأن تقديرات المسح الجيولوجي الأمريكي (USGS) للنفط في محمية القطب الشمالي والآثار المتوقعة على أسعار النفط والإمدادات. "هناك معرفة محدودة حول جيولوجيا النفط في منطقة محمية القطب الشمالي. ... لا يُتوقع أن يكون لإنتاج النفط من محمية القطب الشمالي تأثير كبير على أسعار النفط العالمية. ... سيكون الإنتاج النفطي الإضافي الناتج عن فتح محمية القطب الشمالي جزءًا صغيرًا فقط من إجمالي الإنتاج النفطي العالمي، ومن المحتمل أن يتم تعويضه جزئيًا بانخفاض طفيف في الإنتاج خارج الولايات المتحدة."
أفادت وزارة الطاقة بأن استهلاك الولايات المتحدة السنوي من النفط الخام ومنتجات النفط بلغ 7.55 بليون برميل (1.200×109 م3) في عام 2006. بالمقارنة، قدر المسح الجيولوجي الأمريكي (USGS) أن احتياطي محمية القطب الشمالي يحتوي على 10.4 بليون برميل (1.65×109 م3)، على الرغم من أن 7.7 بليون برميل (1.22×109 م3) فقط كانت تُعتبر موجودة في منطقة الحفر المقترحة.
"عارض علماء البيئة ومعظم الديمقراطيين في الكونغرس الحفر في المنطقة لأن الشبكة المطلوبة من منصات النفط والأنابيب والطرق ومرافق الدعم، ناهيك عن خطر الانسكابات النفطية، ستلحق فوضى بالحياة البرية. على سبيل المثال، السهل الساحلي هو مكان ولادة لحوالي 129,000 كاريبو."
قالت منظمة NRDC إن الحفر لن يتم في مساحة مدمجة تبلغ 2,000-أكر (810 ها) كما يقول المؤيدون، بل سيخلق "شبكة عنكبوتية من الامتداد الصناعي عبر كامل السهل الساحلي للمحمية البالغ 1.5-مليون-أكر (0.61-مليون ها)، بما في ذلك مواقع الحفر والمطارات والطرق ومناجم الحصى، منتشرة عبر أكثر من 640,000 أكر (260,000 ها). وأضافت أن هناك خطر حدوث تسربات نفطية في المنطقة.
قالت المؤسسة الأمريكية للأسماك والحياة البرية إن منطقة 1002 تتمتع بـ "درجة أكبر من التنوع البيئي مقارنة بأي منطقة أخرى مماثلة الحجم في منحدر ألاسكا الشمالي". وأضافت FWS: "أولئك الذين حملوا لإقامة محمية القطب الشمالي أدركوا صفاتها البرية وأهمية هذه العلاقات المكانية. هنا تكمن مجموعة غير عادية من الحيوانات الكبيرة وأشكال الحياة الأصغر والأقل تقديرًا، مرتبطة ببيئاتها المادية وببعضها البعض من خلال العمليات البيئية والتطورية الطبيعية وغير المضطربة."
قبل عام 2008، عارض 39% من سكان الولايات المتحدة وأغلبية الكنديين الحفر في المحمية.
يعارض مجلس القبائل الألاسكية المشترك (AI-TC)، الذي يمثل 229 قبيلة من سكان ألاسكا الأصليين، أي تطوير في محمية القطب الشمالي رسميًا. في مارس 2005، قالت لوسي بيتش، المديرة التنفيذية للجنة التوجيهية لقبيلة غويتشين الألاسكية والكندية (عضو في AI-TC)، أثناء رحلة إلى واشنطن العاصمة، بينما كانت تتحدث باسم مجموعة موحدة من 55 شعبًا أصليًا من ألاسكا وكندا، إن الحفر في محمية القطب الشمالي هو "قضية حقوق إنسان وهي قضية حقوق إنسان أساسية للسكان الأصليين". تعتقد قبيلة غويتشين بإصرار أن الحفر في محمية القطب الشمالي سيكون له آثار سلبية خطيرة على مناطق ولادة قطيع حيوان الرنة القنفذي الذي يعتمدون عليه جزئيًا للغذاء.
يشعر جزء من سكان الأنوبياك في كاكتوفيك، و5,000 إلى 7,000 من شعب غويتشين أن أسلوب حياتهم سيُعطّل أو يُدمر بسبب الحفر. أقر الأنوبياك من بوينت هوب، ألاسكا مؤخرًا قرارات تعترف بأن الحفر في محمية القطب الشمالي سيسمح باستغلال الموارد في مناطق برية أخرى. يدعو الأنوبياك وغويتشين وقبائل أخرى إلى ممارسات وسياسات طاقة مستدامة. يعارض مؤتمر تانانا للرؤساء (الذي يمثل 42 قرية ألاسكية من 37 قبيلة) الحفر، كما تفعل 90 قبيلة على الأقل من الأمريكيين الأصليين. يعارض الكونغرس الوطني للهنود الأمريكيين (الذي يمثل 250 قبيلة)، وصندوق حقوق الأمريكيين الأصليين بالإضافة إلى بعض القبائل الكندية الحفر في منطقة 1002.
في مايو 2006، تم إصدار قرار في قرية كاكتوفيك يصف شركة شل للنفط بأنها "قوة معادية وخطيرة" ويفوض العمدة باتخاذ الإجراءات القانونية وغيرها من الإجراءات اللازمة "للدفاع عن المجتمع". يدعو القرار أيضًا جميع مجتمعات المنحدر الشمالي إلى معارضة عقود التأجير البحرية المملوكة لشركة شل والتي لا علاقة لها بجدل محمية القطب الشمالي حتى تصبح الشركة أكثر احترامًا للناس. يقول العمدة سونسالا إن شركة شل فشلت في العمل مع القرويين حول كيفية حماية الشركة للحيتان، التي تعد جزءًا من الثقافة والحياة المعيشية والنظام الغذائي للسكان الأصليين.
أرسل عضو مجلس النواب الجمهوري المعتدل كارلوس كوربيلو وأحد عشر آخرين رسالة إلى زعيم الأغلبية في مجلس الشيوخ ميتش ماكونيل، يحثونه فيها على عدم تضمين الحفر في إعادة كتابة الضرائب الكبرى في ديسمبر 2017، ولكن اللغة بقيت في مشروع القانون الذي أقره مجلس الشيوخ. صوت النائب كوربيلو لصالح مشروع القانون النهائي الذي تضمن الحفر.

## روابط خارجية
- Official محمية القطب الشمالي website, U.S. Fish and Wildlife Service
- Oil on Ice, an anti-drilling documentary
- محمية القطب الشمالي: Jobs, Energy, and Deficit Reduction, Parts 1 and 2: Oversight Hearings before the Committee on Natural Resources, U.S. House of Representatives, One Hundred Twelfth Congress, First Session, Wednesday, September 21, 2011 (Part 1); Friday, November 18, 2011 (Part 2)

69°52′27″N 144°09′55″W / 69.87417°N 144.16528°W